# Чентро Ђовани XXIII (Витербо)
Чентро Ђовани XXIII је насеље у Италији у округу Витербо, региону Лацио.
Према процени из 2011. у насељу је живело 163 становника. Насеље се налази на надморској висини од 338 м.